# 台湾烟管蜗牛
台湾烟管蜗牛（学名：Formosana formosensis），是柄眼目烟管蜗牛科台湾烟管蜗牛属的一种。主要分布于台湾。常栖息在落叶堆底。